# 追い剥ぎ
追い剥ぎ（おいはぎ）は、人気のない街道沿いにおいて通行人や旅行者から金品を強奪する強盗や盗賊。山野を根城にするものに対しては野盗や山賊という語も用いられる。 
日本では古くは追落し（おいおとし）や引きはぎ（ひきはぎ）とも言い、13世紀前半に成立した『宇治拾遺物語』には「ひはぎ」という言葉も見られる。追い剥ぎは、その語の通り被害者の身ぐるみを剥いだ者を言うが、追落としは転ばせるなどして怯んだところを荷物や財布などの金品を盗み逃げ去るものを言う。江戸時代、公事方御定書においては追い剥ぎと追落しは明白に区別されており、追い剥ぎが獄門であるのに対し、追落しは一等軽い死罪であった。
日本以外において、旅行者や通行人を襲う強盗である、例えばイングランドのハイウェイマンやバルカン半島のハイドゥクなどの強盗やアウトローなどは、「追い剥ぎ」と訳すことが定訳となっている。西部劇などでも駅馬車を襲う強盗団などが追い剥ぎと訳されることがある。
- ハイウェイマン（英：Highwayman） - イングランド（馬で移動した者を指す）
- フットパッド（英：Footpad） - イングランド（徒歩で移動した者を指す）
- クレフテス（希:κλέφτης） - ギリシャ
- ハイドゥク（Hajduk） - バルカン半島
- ブッシュレンジャー (集団) - オーストラリア
- タギー - インド
- 匪賊 - 中国